# Carlos Serrano Azcona
Carlos Serrano Azcona es director, productor y editor de cine y televisión.
La obra de Serrano Azcona y producciones en las que ha participado han sido presentadas y premiadas en festivales internacionales de cine, incluidos el Festival Internacional de Cine de Róterdam, Festival de Cine de Cannes, Moscú, Viennale de Viena, Festival Internacional de Cine de San Sebastián, Sitges, Denver, La Habana, Pésaro, Leeds o Bafici entre otros muchos.
En su trabajo de edición y postproducción, ha contribuido a películas y series como Japón de Carlos Reygadas, Cinéma, de notre temps creada por André S. Labarthe y Janine Bazin, One Strange Rock de Darren Aronofsky con Will Smith, Greed de Michael Winterbottom, Lucky! de Manish Pandey o 24 Hours in Police Custody nominada a los premios Bafta. También ha trabajado en producciones de la BBC, Channel 4, ITV, Amazon y National Geographic.

## Estilo de dirección
Muchas de las películas de Serrano Azcona abordan temas existenciales, como la búsqueda de sentido y la experiencia humana. Su primer largometraje, "El árbol" (2009), es un claro ejemplo, explorando las luchas y crisis existenciales de sus personajes. Las películas de Azcona a menudo presentan un ritmo lento deliberado que permite a la audiencia sumergirse en las experiencias de los personajes. Su largometraje debut, "El árbol" (2009), se inspiró en parte en el estilo de los hermanos Dardenne, conocidos por sus dramas realistas de desarrollo lento. Azcona prefiere la iluminación natural, los planos largos y el uso de la cámara en mano para crear una sensación de realismo en sus películas. Su cinematografía a menudo se describe como minimalista y simplificada, permitiendo que las actuaciones y el entorno tomen el protagonismo.
Serrano Azcona ha trabajado como editor y productor junto al director mexicano  Carlos Reygadas, cuyos filmes filosóficos y contemplativos han influido en el propio estilo cinematográfico de Azcona. Esta relación colaborativa refleja un interés compartido por lo filosófico y espiritual en el ámbito de la creación cinematográfica.
En "Falsos Horizontes", Carlos Serrano Azcona explora varias ideas filosóficas a través de los temas y narrativas presentadas en la película. Conceptos deleuzianos del "Cuerpo sin órganos" y el "Discurso esquizofrénico" están presentes. La película presenta una proliferación de voces que especulan sobre lo que combate o debería combatir el movimiento 15M. Esto se interpreta como un "discurso esquizofrénico" que Deleuze teorizó, donde el cuerpo del movimiento 15M se expresa a través de incoherencias, alegorías y afirmaciones contradictorias. Este enfoque resalta la naturaleza fragmentada y contradictoria de los movimientos sociales y sus discursos. El uso de narrativas fragmentadas, múltiples voces y afirmaciones contradictorias en la película se alinea con los enfoques filosóficos posmodernos y posestructuralistas. Estos enfoques enfatizan la naturaleza fragmentada de la realidad y el papel del lenguaje y el discurso en moldear nuestra comprensión del mundo.
El cine  de Azcona también aborda con frecuencia temas sociales y políticos, como la falta de vivienda en "Desahuciados", la transición de España a la democracia con "Antonio García-Trevijano: Transición e historia política de España en primera persona", y el impacto de la crisis pandémica global del Covid-19 con "Coronavirus: Demolición descontrolada de una era a cámara lenta".

## Filmografía
1. El árbol (2009)
2. Quantum Men (2011)
3. Banderas Falsas (2012)
4. Falsos Horizontes (2013)
5. Letters from Parliament Square (2014)
6. Desahuciados (2019)
7. Antonio García-Trevijano: Transición e historia política de España en primera persona (2021)
8. Coronavirus: Demolición descontrolada de una era a cámara lenta (2023)
9. Quantum Men Reloaded (2023)